# Marcelo Fracchia
Marcelo Wálter Fracchia Bilbao (Montevideo, 4 gennaio 1968) è un ex calciatore uruguaiano, di ruolo centrocampista.

## Palmarès

### Club

#### Competizioni nazionali
- Coppa del Cile: 1

Colo-Colo: 1994